# Săsciori, Alba
Săsciori (în maghiară Szászcsór, Nagyfalu, în germană Schweis, Sassenberg, Sessenberg, în dialectul săsesc Schiewes) este satul de reședință al comunei cu același nume din județul Alba, Transilvania, România.

## Așezare
Localitatea Săsciori este situată la poalele nordice ale Munților Șureanu, pe cursul mijlociu al râului Sebeș. Această comună este prima așezare din zona deluroasă pe cursul râului Sebeș. 